# Kohliostema
Kohliostema (lat. Cochliostema), manji biljni rod iz Srednje Amerike i sjeverozapada Južne Amerike (od Nikaragve do Ekvadora), kojemu pripada dvije vrste trajnica.
Rod pripada porodici komelinovki

## Vrste
1. Cochliostema odoratissimum Lem.
2. Cochliostema velutinum Read